# Fatima Massaquoi
Fatima Massaquoi-Fahnbulleh (Gendema, 25 december 1912 – Monrovia, 26 november 1978) was een belangrijk pionier op onderwijsgebied in Liberia. Na het voltooien van haar studies in de Verenigde Staten keerde ze in 1946 terug naar Liberia, waar ze een belangrijke bijdrage leverde aan de ontwikkeling van het culturele en sociale leven van het land.
Massaquoi, van geboorte lid van een Afrikaanse koninklijke familie, groeide op onder de hoede van een tante in Njagbacca, in het district Garwula van Grand Cape Mount in het zuiden van Liberia. Na zeven jaar keerde ze terug naar het noordwestelijke deel van het land, in montserrado, waar ze aan haar schoolopleiding begon. In 1922 vergezelde ze haar vader, een diplomaat, naar Hamburg in Duitsland, waar ze haar middelbareschoolopleiding voltooide en begon aan een studie medicijnen aan de Universiteit van Hamburg. In 1937 verhuisde ze naar de Verenigde Staten waar ze sociologie en antropologie studeerde in Lane College, de Fisk-universiteit en de Universiteit van Boston. Gedurende haar verblijf in de VS, werkte ze mee aan de totstandkoming van een woordenboek van het Vai; ook schreef ze haar autobiografie, waarna een juridisch strijd volgde over de rechten op haar levensverhaal. Ze won de rechtszaak met een gerechtelijk bevel dat publicatie door anderen verbood en keerde in 1946 terug naar Liberia, waar ze zich meteen inzette voor de oprichting van een universiteit, de latere University of Liberia.
Massaquoi zette zich in voor het behoud en de verbreiding van de nationale cultuur, en was werkzaam als directeur, later decaan, van het Liberal Arts College; ze was ook oprichter en directeur van het Institute of African Studies. Daarnaast was ze mede-oprichter van de Society of Liberian Authors en werkte aan de standaardisering van het Vaischrift. Aan het einde van de jaren 1960 liet Vivian Seton, Massaquoi's dochter, het autobiografische manuscript op microfilm zetten. Na Massaquoi's dood werden haar geschriften en notities herontdekt, bewerkt en in 2013 gepubliceerd onder de titel The Autobiography of an African Princess.

## Eerste jaren en opleiding
Massaquoi werd in 1912 (een andere bron noemt 1904 als geboortejaar) geboren in Gendema, in het Pujehundistrict van zuidelijk Sierra Leone, als dochter van Momolu Massaquoi, die in 1922 Liberia's consul-generaal in Hamburg werd, en Massa Balo Sonjo. Bij haar geboorte kreeg ze de naam Fatima Beendu Sandimanni, maar ze liet Beendu weg voordat ze formeel werd ingeschreven in de burgerlijke stand. Haar grootvader van vaderskant was koning Lahai Massaquoi van het Gallinasvolk, en haar grootmoeder van vaderskant was koningin Sandimannie (of Sandimani) van een aristocratische Vaifamilie van Sierra Leone. Ze was ook een nazaat  van koning Siaka van Gendema, de 18e-eeuwse heerser van de Gallinas.
Massaquoi bracht de eerste zeven jaar van haar leven door bij de zuster van haar vader, Mama Jassa, in Njagbacca, gelegen in het district Garwula van Grand Cape Mount. In die periode raakte ze ernstig gewond aan haar handen toen een van de zes vrouwen van haar vader, Ma Sedia, haar bestrafte omdat ze zich had misdragen. Ze bleef last houden van de pijn in haar handen gedurende haar kindertijd en dit beperkte haar mogelijkheden viool te leren spelen. Desondanks werd ze later een zeer vaardig vioolspeler, hoewel ze zich altijd, ook als volwassene, geneerde voor de littekens op haar handen. Na de lagere school werd ze naar Julia C. Emery Hall gestuurd, een kostschool verbonden met de Bromley Mission, in de buurt van Clay-Ashland in Montserrado.

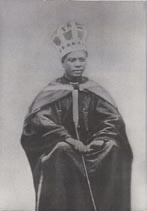
Momolu Massaquoi (c.1905)

Momolu Massaquoi wenste dat zijn lievelingskind en enige dochter goed onderwijs zou krijgen. Ze ging met hem mee naar Hamburg in 1922 toen hij daar als consul-generaal werd gestationeerd; daar woonde ze op het consulaat aan de Johnsallee 22. Ze volgde basisonderwijs op de St. Anschar Höhere Mädchenschule, waar ze al snel het Duits leerde beheersen. Op advies van de huishoudster van het consulaat, Gertrude von Bobers, op wie ze erg gesteld was, bracht ze in 1932 enige tijd door in Genève, Zwitserland, waar ze Frans leerde aan het École Supérieure et Secondaire. In datzelfde jaar keerde ze terug naar Hamburg, waar ze haar middelbareschoolopleiding volgde aan de Helen Lange Schule en in 1935 haar diploma ontving. Daarop begon ze een studie medicijnen aan de Universiteit van Hamburg, die ze echter afbrak omdat ze Duitsland moest verlaten.
Haar neef Hans J. Massaquoi, die in dezelfde periode in Hamburg verbleef, schreef dat zijn "tante Fatima" zich kleedde in exotische Afrikaanse kledij, trots vasthield aan haar Afrikaanse gewoontes en Vai bleef spreken. Een van haar dierbaarste vrienden in Hamburg was Richard Heydorn, een pianist met wie ze vele recitals gaf. Omdat hij een tegenstander van het nazisme was, werd hij na het uitbreken van de oorlog naar het Oostfront in Rusland gestuurd, waar hij later als vermist werd opgegeven. Hoewel het deel uitmaken van de eerste zwarte diplomatenfamilie in Duitsland op zichzelf al een uitdaging was, begon Massaquoi's vader, door de opkomst van het naziregime, voor haar veiligheid te vrezen. Met hulp van vrienden lukte het hem zijn dochter in de Verenigde staten onder te brengen en daarmee kon hij voorkomen dat ze de gevolgen zou moeten ondergaan van het nazibeleid jegens niet-arische vrouwen.

## Verblijf in de Verenigde Staten
Massaquoi kwam in 1935 aan in de Verenigde Staten, waar ze te maken kreeg met de rassenscheiding en de Jim Crow-wetten van de Zuidelijke Verenigde Staten. Ze ging eerst studeren op Lane College in Jackson (Tennessee), waar ze een graad in sociologie behaalde. Twee jaar later ging ze aan de Fisk-universiteit in Nashville (Tennessee) studeren, waar ze twee keer een master behaalde, eerst in sociologie en vervolgens, in 1944, in antropologie. Ze assisteerde professor Mark Hanna Watkins bij zijn studie van het Vai en werkte met hem samen bij de samenstelling van een Vaiwoordenboek. Na het overlijden van haar vader, in 1938, accepteerde ze een beurs als taalkundig adviseur. Ze gaf les in Frans en Duits aan de Fisk-universiteit. Om haar inkomen aan te vullen gaf ze daarnaast ook les in Afrikaanse en Europese volksdansen, en vioolles.
In 1940 voltooide ze het autobiografische verslag van haar kindertijd in Liberia, haar ervaringen met de Europeanen en haar scholing in Duitsland en Zwitserland, evenals haar indrukken van de Verenigde Staten. Watkins vond dat haar Engels niet goed genoeg was voor publicatie en dat het manuscript eerst diende te worden gecorrigeerd; later beweerde Watkins, in een brief uit 1944, dat hij haar had aangemoedigd haar autobiografie te schrijven. In afwachting van het redactiewerk aan haar manuscript, bleef Massaquoi meewerken aan de samenstelling van het woordenboek van de Vaitaal en ging ze door met het geven van taal- en danslessen, maar ze was ontevreden over de financiële regeling die slechts een kleine bedrag zou opleveren. Toen ze probeerde haar manuscript terug te krijgen, weigerde Watkins het haar te geven, waarop ze de universiteit voor het gerecht daagde om teruggave af te dwingen en hen te verbieden haar werk te publiceren. Ze won de rechtszaak in 1945 met een gerechtelijk bevel dat publicatie door Watkins, Thomas E. Jones, de voorzitter van de universiteit, en de Fisk-universiteit verbood, en hen tevens verbood op welke wijze dan ook financiële revenu's te ontvangen van de publicatie van het het werk. Massaquoi had het gevoel gekregen dat er "tegen haar werd samengespannen" omdat ze een buitenlandse was en omdat men aannam dat ze niet in staat zou zijn voor haar rechten op te komen.
In 1946, toen ze op de Universiteit van Boston was, voltooide Massaquoi het redactiewerk aan haar autobiografie (oorspronkelijk getiteld Bush to Boulevard: The Autobiography of a Vai Noblewoman). Dankzij haar vele reizen en het onderwijs dat ze had genoten, sprak ze inmiddels zes verschillende talen en vier tribale dialecten. Naast het Vai en het Mende uit haar geboorteland, sprak ze het in Liberia geleerde Engels, het Duits van haar jaren in Hamburg, en het Frans van haar schooltijd in Zwitserland.

## Terugkeer naar Liberia

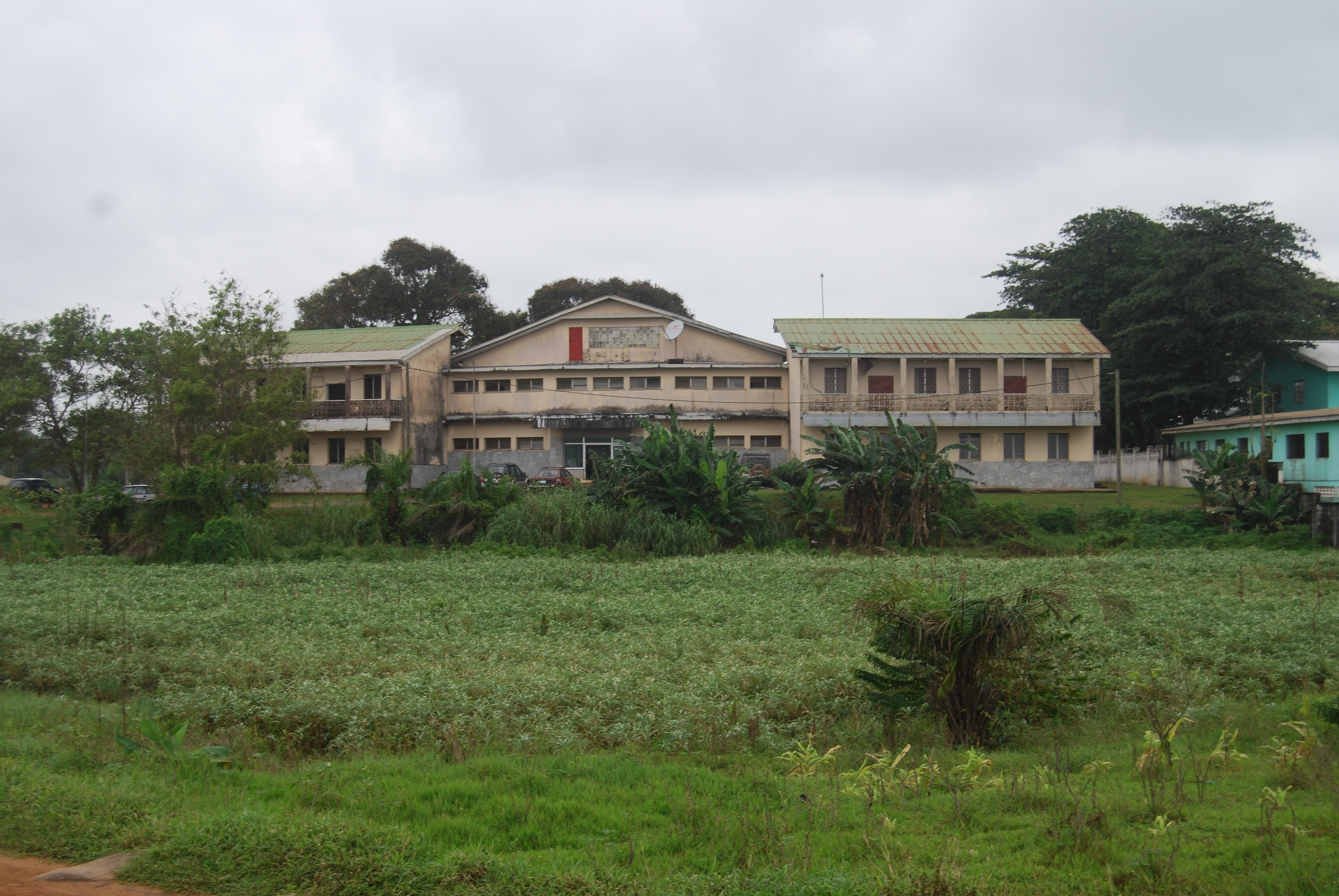
University of Liberia (2009)

Op uitnodiging van president William Tubman, keerde Massaquoi op 13 oktober 1946 terug naar Liberia om te helpen bij het oprichten van een universiteit in Monrovia. In maart 1947 doceerde ze Frans en Wetenschap (Science) aan het Liberia College, dat later University of Liberia (UL) zou gaan heten. In 1956 werd ze directeur, en daarna decaan (1960), van het Liberal Arts College; ze was ook mede-oprichter van de Society of Liberian Authors. In 1962 zette Massaquoi een programma op voor Afrikaanse studies, waaraan ze ook leiding gaf en dat later zou uitgroeien tot het Institute of African Studies van de University of Liberia.
In de periode dat ze voor de universiteit werkte, slaagde Massaquoi erin een eind te maken aan de eis dat studenten buitenlandse namen moesten aannemen in plaats van hun inheemse familienamen. Ook toen ze op 26 juli 1948 met Ernest Freeman trouwde, nam Massaquoi zijn tribale naam (Fahnbulleh) aan en besloot zichzelf Fatima Massaquoi-Fahnbulleh te noemen. Ook haar echtgenoot veranderde zijn eigen naam weer in Fahnbulleh. In 1962 organiseerde Massaquoi een seminar via het African Studies Program om de standaardisering van het Vaischrift te bevorderen; ook daarmee gaf ze blijk van haar inzet voor de culturele en sociale ontwikkeling van Liberia.
Met de bedoeling de onderwijskundige ontwikkeling in Liberia te verbeteren, bracht Massaquoi, van eind 1963 tot begin 1964, zes maanden in de Verenigde Staten door en bezocht verschillende kunstacademies en universitaire afdelingen voor antropologie en sociologie, voornamelijk in het oosten en middenwesten van het land. In 1968, toen ze in Monrovia bij haar dochter Vivian Seton en haar kleinkinderen woonde, kreeg Massaquoi een beroerte. Deze gebeurtenis bracht Seton ertoe, met hulp van collega's van de Universiteit van Liberia, de 700 pagina's tellende ongepubliceerde autobiografie van haar moeder op microfilm te bewaren. Massaquoi verliet de universiteit in de zomer van 1972 en ontving bij die gelegenheid een eredoctoraat in de geesteswetenschappen. Ook werd ze door de president van Liberia onderscheiden met de rang van grootcommandeur in de orde van de Ster van Afrika.
Fatima Massaquoi-Fahnbulleh overleed in Monrovia op 26 november 1978. Na haar dood werden haar op microfilm bewaarde manuscripten ontdekt door de Duitse onderzoeker Konrad Tuchscherer, toen hij met ander onderzoek bezig was. Tuchscherer, Arthur Abraham, een historicus van Virginia State University, en Massaquoi's dochter, Vivian Seton, redigeerden de verslagen van Massaqui's eerste ervaringen in Duitsland en de Verenigde Staten. Het boek, getiteld The Autobiography of an African Princess, werd in 2013 gepubliceerd en ontving positieve kritieken. Zo schreef Tamba M’bayo van West Virginia University: "The strengths of this autobiography could be gauged at two or more different levels. First, its down-to-heart and honest account of even the most disturbing personal experiences…Second the larger canvas of Sierra Leonean and Liberian cultural and ethno-linguistic history in which Fatima’s story is told. Rich in content and well orchestrated…" ("De sterke kanten van deze autobiografie kunnen worden beoordeeld op twee of meer verschillende niveaus. In de eerste plaats [als] een openhartig en eerlijke verslag van zelfs de meest zorgwekkende persoonlijke ervaringen… In de tweede plaats de bredere achtergrond van de culturele en etno-linguïstische geschiedenis van Sierra Leone en Liberia waarin Fatima's relaas wordt verteld. Rijk van inhoud en goed gestructureerd…").

## Erkenning
In de loop van haar leven heeft Massaquoi verschillende onderscheidingen ontvangen, zowel in Liberia als daarbuiten. In 1955 ontving ze de "Buste du Tricentenaire de Molière" van de Franse regering. In 1962 werd ze onderscheiden met de Großes Verdienstkreuz erster Klasse door president Heinrich Lübke van de Bondrepubliek Duitsland. Bij haar pensionering in 1972, kreeg ze een eredoctoraat in de geesteswetenschappen van de Universiteit van Liberia, en de rang van grootcommandeur in de Order of the Star of Africa uit handen van president William Tolbert. Na het overlijden van Massaquoi, werd op de universiteit van Liberia een eerbetoon gehouden. Mary Antoinette Brown-Sherman, tot op dat moment de enige vrouwelijke universiteitsvoorzitter in Afrika, verklaarde: "Hers was a life of dedication to the Liberian nation and to the cause of education." ("haar leven was gewijd aan de Liberiaanse natie en het ideaal van het onderwijs.")

## Geselecteerd werk
- Massaquoi, Fatima (2013). The Autobiography of an African Princess. Palgrave Macmillan. ISBN 978-1-137-10250-8. Gearchiveerd op 12 augustus 2020.
- Massaquoi Fahnbulleh, Fatima (1971). Fatu's Experiences: A Liberian First Reader. Liberian Information Service.. Gearchiveerd op 7 juli 2023.
- Massaquoi-Fahnbulleh, Fatima (1973). Writings and Papers of Fatima Massaquoi-Fahnbulleh. African Imprint Library Services. Gearchiveerd op 7 juli 2023.
- Massaquoi, Fatima (1961). The Leopard's Daughter: A Folk Tale from Liberia. Bruce Humphries. Gearchiveerd op 7 juli 2023.
- Massaquoi-Fahnbullet, Fatima (1953). The Seminar on Standardization of the Vai Script. University of Liberia Journal 3 (1): 15–37.